# Pierdomenico Baccalario

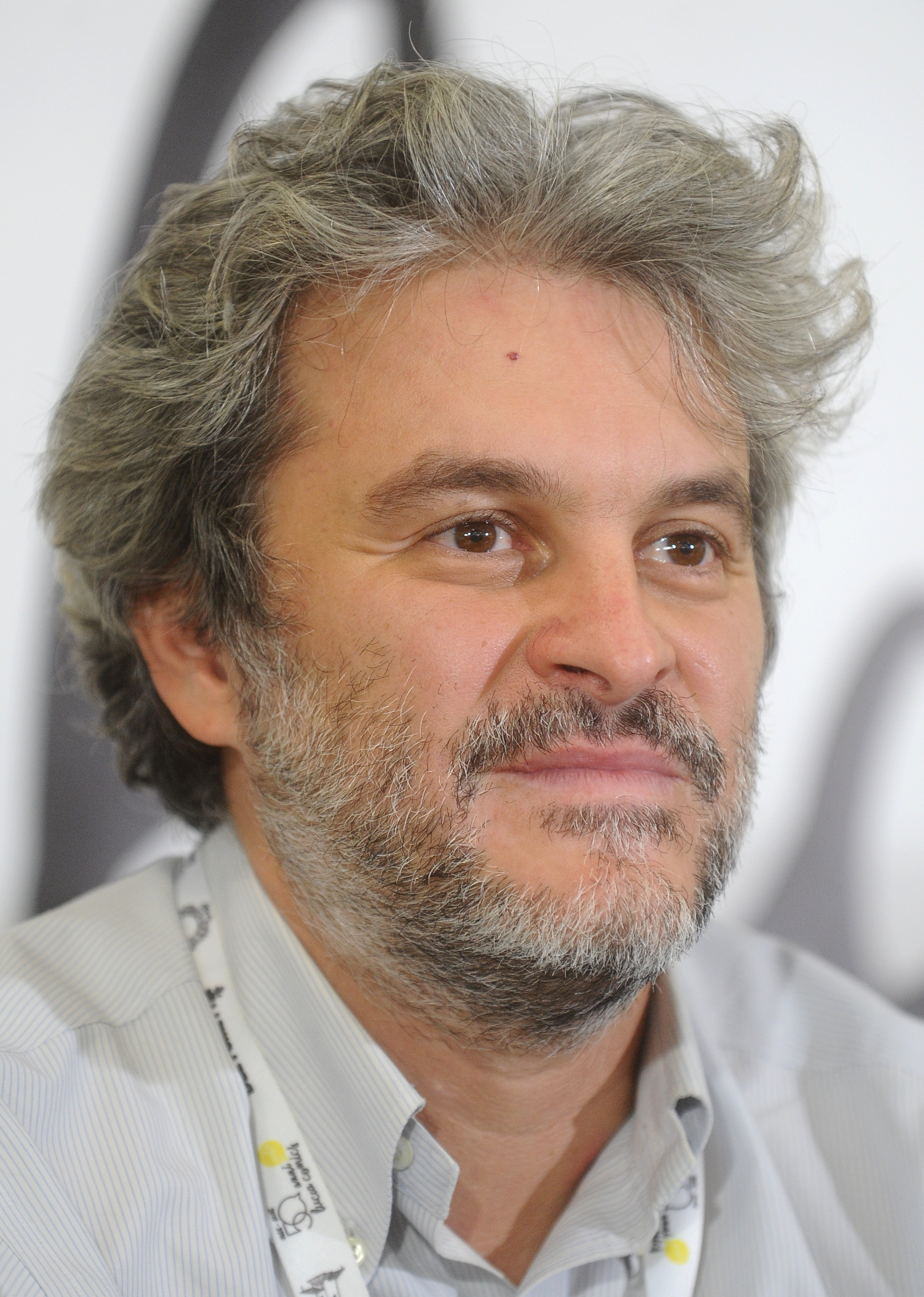
Baccalario in 2016

Pierdomenico Baccalario (Acqui Terme, 6 maart 1974), ook bekend onder het pseudoniem Ulysses Moore, is een Italiaans schrijver. Zijn boekenserie Ulysses Moore is in meerdere talen vertaald.

## Biografie
Baccalario studeerde eerst rechten, maar legde zich later toe op het schrijven. Hij schrijft vooral jeugdliteratuur.

### Romans

#### Op zichzelf staande werken
- La Strada del Guerriero (Piemme)
- L'ombra del corvo (Piemme)
- La Bibbia in 365 racconti (2004) (Paoline)
- La mosca di rame (2005) (Paoline)
- I mastrodonti (2006) (Paoline)
- Pesci Volanti (met Elena Peduzzi) (2007) (Fanucci)
- Amaro dolce Amore (met Elena Peduzzi) (2008) (Fanucci)
- Il principe della città di sabbia (met Enzo d'Alò en Gaston Kaborè) (2008) (Arnoldo Mondadori Editore)
- Il popolo di Tarkaan (2009) (Piemme)
- La bambina che leggeva i libri (2010) (Fanucci)
- Il Codice dei Re (2010) (Piemme)
- Lo spacciatore di fumetti (2011) (Einaudi)
- Maydala Express (met Davide Morosinotto) (2011) (Piemme)
- La vera storia di Capitan Uncino (2011) (Piemme)

#### ReeksLa Clessidra
Uitgegeven door DeAgostini.
- 2002: Verso la nuova frontiera
- 2002: Al di là degli oceani
- 2002: Il mistero dell'Everest
- 2002: Il Signore dell'Orda
- 2003: La fortezza degli angeli
- 2004: La regina della tavola rotonda

#### ReeksUlysses Moore
Gepubliceerd door Piemme. Nederlandse vertaling uitgegeven door Baeckens Books.
- 2004: La Porta Del Tempo (NE: Het Geheim van Villa Argo)
- 2005: La Bottega Delle Mappe Dimenticate (NE: De Winkel van de Vergeten Kaarten)
- 2005: La Casa Degli Specchi (NE: Het Spiegelhuis)
- 2006: L'Isola Delle Maschere (NE: Het Eiland van de Maskers)
- 2006: I Guardiani Di Pietra (NE: De Stenen Wachters)
- 2007: La Prima Chiave (NE: De Eerste Sleutel)
- 2008: La Città Nascosta (NE: De Verborgen Stad)
- 2009: Il Maestro Di Fulmini (NE: De Meester van de Bliksem)
- 2009: Il Labirinto D'Ombra (NE: Het Labyrint van de Schaduw)
- 2010: Il Paese Di Ghiaccio (NE: Het Land van IJs)
- 2010: Il Giardino Di Cenere (NE: De Tuin van As)
- 2011: Il Club Dei Viaggiatori Immaginari (NE: De Club van de Denkbeeldige Reizigers)
- 2013: La nave del tempo' (nog niet vertaald)
- 2014: Viaggio nei porti oscuri (nog niet vertaald)
- 2014 I pirati dei mari immaginari (nog niet vertaald)
- 2015 L'isola dei ribelli (nog niet vertaald)
- 2015 L'ora della battaglia (nog niet vertaald)
- 2016 La grande estate (nog niet vertaald)

#### ReeksCandy Circle
In samenwerking met Alessandro Gatti; uitgegeven door Arnoldo Mondadori Editore.
- 2005: Pronti... partenza... crash!
- 2005: Attenti al guru!
- 2005: Salsicce e misteri
- 2005: Tutti addosso al drago rosso!
- 2005: Quando il bomber fa cilecca...
- 2005: Pecore alla deriva
- 2006: Faccia di menta
- 2006: Chi ha paura del Candy Circle?
- 2006: Paura a Gravenstein Castle
- 2008: Il tempio degli scorpioni di smeraldo

#### ReeksCentury
Uitgegeven door Piemme. Nederlandse vertaling door Baeckens Books.
- 2006: L'anello di fuoco (NE: De ring van vuur (2007))
- 2007: La stella di pietra (NE: De ster van steen (2008))
- 2007: La città del vento (NE: De stad van de wind (2011))
- 2008: La prima sorgente (NE: De eerste bron (2009))

#### ReeksWill Moogley Agenzia Fantasmi
Uitgegeven door Piemme.
- 2008: Hotel a cinque spettri
- 2008: Una famiglia... da brivido
- 2009: Il fantasma del grattacielo
- 2009: Anche i fantasmi tremano
- 2009: Un mostro a sorpresa
- 2010: Il re del brivido
- 2010: Terrore in casa Tupper

#### ReeksI gialli di vicolo Voltaire
In samenwerking met Alessandro Gatti; uitgegeven door Piemme.
- 2009: Un bicchiere di veleno
- 2009: Non si uccide un grande mago
- 2010: Lo strano caso del ritratto fiammingo'
- 2010: Vacanza con delitto
- 2010: La baronessa nel baule
- 2011: Il mistero del quaderno cinese
- 2011: Lo scheletro sotto il tetto

#### ReeksCyboria
Uitgegeven door DeAgostini.
- 2009: Cyboria. Il risveglio di Galeno
- 2011: Cyboria. Ultima fermata: Fine del mondo
- 2013: Cyboria. Il re dei lumi

#### ReeksLa Bottega Battibaleno
Uitgegeven door Piemme.
- 2012: Una valigia di stelle
- 2012: La bussola dei sogni
- 2013: La mappa dei passaggi

#### ReeksI Classicini
Herschrijvingen van klassieke romans, uitgegeven door Edizioni EL.
- L'isola del tesoro (Schateiland)
- Il richiamo della foresta (The Call of the Wild)

### Bloemlezing
- 2009: Sanctuary (Asengard Editore)

### Non-fictie
- Passaggio a Nord-Est, La vita avventurosa di Giacomo Bove (met Andrea Canobbio)
- Focus, Le più incredibili curiosità sugli animali (Mondadori)
- Focus, Invenzioni e scienziati pazzi (Mondadori)
- Focus, Mostri e creature orripilanti (Mondadori)
- Focus, Tesori perduti (Mondadori)
- Focus, Le più incredibili curiosità della natura selvaggia (Mondadori)
- Focus Junior. Tutti i più incredibili misteri dell'universo (Mondadori)

### Filmscripts
- Zombie Famil (Pixel Dna)
- Candy Circle pilotepisode (met Alessandro Gatti en Enzo d'Alò)